# ببتيد متوسط شبيه بالموجهة القشرية
الببتيد المتوسط المشابه للكورتيكوتروبين (CLIP)، المعروف أيضًا باسم قطعة هرمون الكورتيكوتروبين من 18 إلى 39 (ACTH(18-39)))، هو ببتيد عصبي داخلي طبيعي الحدوث يتميز بتركيبه الدوكوساببتيدي وتسلسل الأحماض الأمينية أرجنين-برولين-فالين-لايسين-فالين-تيروسين-برولين-أسبرجين-جلايسين-ألانين-جلوتاميك-أسبارتيك-جلوتاميك-سيرين-ألانين-جلوتاميك-ألانين-فينيلألانين-برولين-ليوسين-جلوتاميك-فينيلألانين. يتم إنتاج CLIP كمنتج انشطاري بروتيوليتي من هرمون الكورتيكوتروبين (ACTH)، الذي بدوره هو منتج انشطاري للبروأوبيوميلانوكورتين (POMC). تمت دراسة دوره الفسيولوجي في أنسجة مختلفة، وبشكل خاص في الجهاز العصبي المركزي.
وقد اقترح أن يكون بمثابة مفرز الأنسولين في البنكرياس.

## الدور الوظيفي
- تأثير على النوم: دراسة منشورة في PubMed تشير إلى أن CLIP له تأثير على النوم، خصوصاً على مرحلة النوم ذي الحركة السريعة للعين (REM) في الجرذان. تم التحقيق في تأثيرات مختلفة أجزاء من الببتيد CLIP على مدة مراحل النوم المختلفة.[12]
- توزيع أنسجة الدماغ: أبحاث أخرى تُظهر التوزيع التشريحي لـ CLIP في الدماغ والغدة النخامية. تمت ملاحظة أنماط توزيع CLIP وقياسها في مجموعات خلايا مختلفة داخل الدماغ، مما يشير إلى أدوار متنوعة قد يؤديها الببتيد في الجهاز العصبي.[13]
- تأثير على وظائف البنكرياس: يُظهر CLIP أيضًا تأثيرات على البنكرياس، حيث يمكن أن يكون له دور في تحفيز إفراز الأنسولين. هذه الخاصية تجعله محور اهتمام في دراسات تنظيم مستويات الجلوكوز في الدم.[14]